# غراهام برازير
غراهام برازير (بالإنجليزية: Graham Brazier)‏ هو كاتب أغاني نيوزيلندي، ولد في 6 مايو 1952، وتوفي في 4 سبتمبر 2015 في أوكلاند في نيوزيلندا بسبب نوبة قلبية.

## وصلات خارجية
- غراهام برازير على موقع IMDb (الإنجليزية)
- غراهام برازير على موقع ميوزك برينز (الإنجليزية)
- غراهام برازير على موقع ديسكوغز (الإنجليزية)